# 코카브
코카브(영어: Kochab) 또는 작은곰자리 베타(영어: Beta Ursae Minoris, β Ursae Minoris, Beta UMi, β UMi)는 작은곰자리의 '작은 국자'에서 국자의 우묵한 곳에 해당되는 별이다. 별자리에서 가장 밝은 북극성 폴라리스보다는 약간 어두워 바이어 명명법으로 '베타' 기호를 받았다. 코카브는 폴라리스로부터 16도 떨어져 있으며 실시등급은 2.08이다. 태양으로부터 떨어진 거리는 히파르코스 미션에서 측정한 시차 자료로부터 130.9 광년(40.1 파섹)이 나온다.
코카브와 폴라리스를 잇는 가상의 선은 천구 북극에서 매우 가까운 곳을 지나가기 때문에(천구 북극은 폴라리스로부터 43분각 떨어져 있음), 이 별은 망원경 관측시 중요한 길잡이로 활용된다.

## 명칭
코카브의 바이어 명명법은 작은곰자리 베타이다. 전통적으로 불려오던 이름 코카브는 르네상스 때에 등장했으며 그 의미는 불분명하다. 코카브 명칭은 '별'을 뜻하는 아랍어 الكوكب (알 카우카브) 또는 히브리어 כוכב (코크하브)에서 왔거나, 혹은 보다 유력한 설로 큰곰자리 세타의 고유 명칭 '알루카바' 또는 '루카바'에서 유래한 것일지도 모른다. 2016년 국제천문연맹의 항성명칭 워킹그룹(WGSN)은 항성들의 고유명칭을 표준화하는 작업에 들어갔다. '코카브'는 동년 7월 발표된 첫 번째 명칭 공고문에 포함되었다.
중화권에서 코카브는 자미원(紫微垣)에서 북극(北極)의 일원으로, 북극의 구성원에는 코카브 외에 작은곰자리 감마, 작은곰자리 5, 작은곰자리 4, Σ 1694가 있다. 이 중 코카브의 단독 명칭은 북극이(北極二)로 황제(帝)를 뜻한다.

## 속성
코카브는 태양보다 130배 밝은 분광형 K4 III의 거성이다. 이 별은 외포층이 태양 반지름의 42배까지 확장되는 단계까지 진화된 상태에 있다. 확장된 대기는 태양 광도의 390배에 이르는 에너지를 복사하고 있으며 표면의 유효 온도는 4,030 켈빈이다. 이 열은 항성을 K형 항성의 오렌지색으로 빛나게 한다.
항성진화 궤적에 근거한 모형에 따르면 이 항성의 질량은 태양의 2.2 ± 0.3 배로 추정된다. 간섭계로 측정한 반지름과 분광학적으로 결정한 표면 중력에 따르면 코카브의 질량은 태양의 2.5 ± 0.9 배로 나온다. 코카브는 대략 4.6일 간격의 광도의 주기적 변화를 보여주는데, 이 성진학적 주기는 항성의 질량과 민감하게 연결되어 있다. 이 주기로부터 계산한 코카브의 질량은 훨씬 낮아 태양의 1.3 ± 0.3 배이다.

## 북극성
기원전 2500년 경 투반이 천구 북극으로부터 점점 멀어지면서 코카브는 미자르(큰곰자리의 '큰 국자'에서 손잡이에 해당하는 별)와 함께, 그리고 이후 작은곰자리의 페르카드와 함께 중요한 주극성들 중 하나가 되었다. 기원전 2467년 경 천구북극은 미자르와 코카브 사이에 다림줄을 그려서 쉽게 찾아낼 수 있었는데, 기자의 대피라미드가 세워진 방위로 보아 고대 이집트 인들은 이 사실을 잘 알고 있었음을 알 수 있다. 이렇게 북극성들이 번갈아가면서 바뀌는 것은 분점의 세차 운동 때문이다. 코카브와 미자르는 고대 이집트 천문학자들에게 북쪽을 밝히는 '불멸의 존재들'로 언급되었다. 기원전 2000년 이후 코카브와 그 이웃별 페르카드 둘은 천구 북극에 접근하면서, 기원전 1700년 경부터 기원후 300년 경까지 북극을 중심으로 회전하는 '쌍둥이 북극성' 역할을 했다. 기원전 1100년 경 코카브는 천구 북극에 약 7° 안쪽까지 접근했다. 오래된 기록들에는 코카브를 '북극성'으로 언급한 것도 있다. 다만 두 별 모두 현재의 북극성 폴라리스에 비하면 천구 북극에서 더 멀리 떨어져 있었다. 폴라리스는 코카브보다 약간 더 밝고 천구 북극에도 훨씬 가까이 접근하여 서기 2100년 경에 0.5° 안쪽까지 다가갈 것이다. 오늘날 코카브와 페르카드는 가끔 '북극성의 수호자'로 불리기도 한다.

### 동반 행성
외계 행성 하나가 코카브를 공전하고 있음이 밝혀졌다. 이 행성의 질량은 최소 목성의 약 6.1배이며 공전 주기는 522일이다.
| 동반 행성 (항성에서 가까운 순서) | 질량          | 공전궤도 반지름 (AU) | 공전 주기 (일) | 이심률      | 궤도 경사 | 반지름 |
| -------------------------------- | ------------- | -------------------- | -------------- | ----------- | --------- | ------ |
| b                                | ≥6.1 ± 1.0 MJ | 1.4 ± 0.1            | 522.3 ± 2.7    | 0.19 ± 0.02 | —         | —      |